# 채권자지체
채권자지체(債權者遲滯)란 채무의 이행에 채권자의 협력을 필요로 하는 경우에 채무자가 채무의 내용대로 하였음에도 불구하고, 채권자가 이를 수령하지 않거나 기타 협력을 하지 않아 혹은 할 수 없어서 이행이 지연되고 있는 상태를 채권자지체 내지 수령지체(受領遲滯)라고 한다.

## 사례
안토니오는 후추상인 샤일록에게 후추매각을 위탁하고 샤일록은 안토니오가 매각처분할 때까지 고추를 무상으로 보관하여 주기로 계약하였는데 그 후 안토니오는 매각을 하지 않고 아무런 조치를 취하지 않았다. 샤일록은 안토니오에게 수차래 독촉을 하였으니 안토니오는 귀찮다는 이유로 답변을 하지 않았고 이는 수령지체에 해당한다.

## 판례
- 수치인이 적법하게 임치계약을 해지하고 임치인에게 임치물의 회수를 최고하였음에도 불구하고 임치인의 수령지체로 반환하지 못하고 있는 사이에 임치물이 멸실 또는 훼손된 경우에는 수치인에게 고의 또는 중대한 과실이 없는 한 채무불이행으로 인한 손해배상책임이 없다.[1]
- 쌍무계약의 당사자 일방이 먼저 한번 현실의 제공을 하고 상대방을 수령지체에 빠지게 하였다 하다라도 그 이행의 제공이 계속되지 않은 경우는 과거에 이행의 제공이 있었다는 사실만으로 상대방이 가진 동시이행의 항변권이 소멸한다고 볼 수 없다.[2]